# Papaver
Papaver és un gènere de plantes amb flor, de la família Papaveraceae.
Moltes de les 120 espècies d'aquest gènere es coneixen popularment com a roselles, babol, quiquiriquic, gallaret o monja. El gènere Papaver inclou el cascall, que és la rosella que forneix l'opi, com també les innòcues llavors de cascall o llavors de rosella, d'ús culinari.
Són plantes anuals, biennals o perennes, tolerants al fred intens. Són originàries dels climes temperats d'Euràsia, Àfrica i Amèrica del Nord (Canadà, Alaska, Muntanyes Rocoses). Una secció d'aquest gènere (Secció Meconella) té una distribució alpina i circumpolar i inclou algunes de les plantes vasculars que creixen més al nord en la tundra i el desert polar.
Les plantes del gènere Papaver creixen en sòls pertorbats com els agrícoles. Les seves llavors poden estar en estat dorment durant anys fins que el sòl sigui pertorbat. Aleshores creixen en gran nombre sota temps fred, l'hivern en clima temperat i l'estiu a la tundra i el desert polar. Les grans flors terminals creixen en llargues tiges florals piloses, fins a un metre o més en el cas de Papaver orientale. El seu color és variable segons les espècies, però als Països Catalans acostumen a ser roges, blanques, roses o vegades morades.
A la mitologia grega les roselles van ser associades amb Demeter, deessa de la fertilitat i de l'agricultura.
El làtex de la rosella de l'opi (Papaver somniferum) conté alguns alcaloides narcòtics incloent la morfina i la codeïna.

## Taxonomia
Als Països Catalans són autòctones les espècies següents:Papaver alpinum, Papaver somniferum, Papaver rhoeas, Papaver dubium, Papaver pinnatifidum, Papaver argemone i Papaver hybridum.

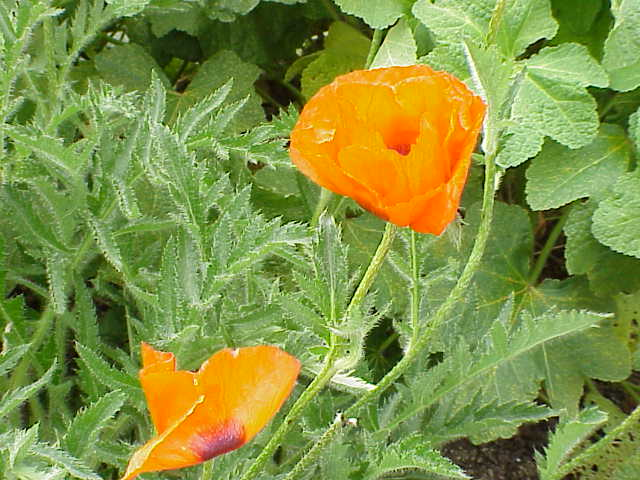
Papaver acrochaetum
- Papaver aculeatum
- Papaver alboroseum
- Papaver alpinum
- Papaver amurense
- Papaver apokrinomenon
- Papaver apulum
- Papaver arachnoideum
- Papaver arenarium
- Papaver argemone, rosella de flor petita
- Papaver armeniacum
- Papaver atlanticum
- Papaver aurantiacum
- Papaver belangeri
- Papaver berberica
- Papaver bipinnatum
- Papaver bracteatum
- Papaver californicum
- Papaver clavatum
- Papaver commutatum
- Papaver croceum
- Papaver curviscapum
- Papaver cylindricum
- Papaver dahlianum
- Papaver decaisnei
- Papaver degenii
- Papaver dubium
- Papaver fugax
- Papaver giganteum
- Papaver glaucum
- Papaver gorgoneum
- Papaver gorodkovii
- Papaver gracile
- Papaver guerlekense
- Papaver hybridum
- Papaver kluanense
- Papaver lacerum
- Papaver lapponicum
- Papaver lasiothrix
- Papaver lateritium
- Papaver macounii
- Papaver mcconnellii
- Papaver miyabeanum
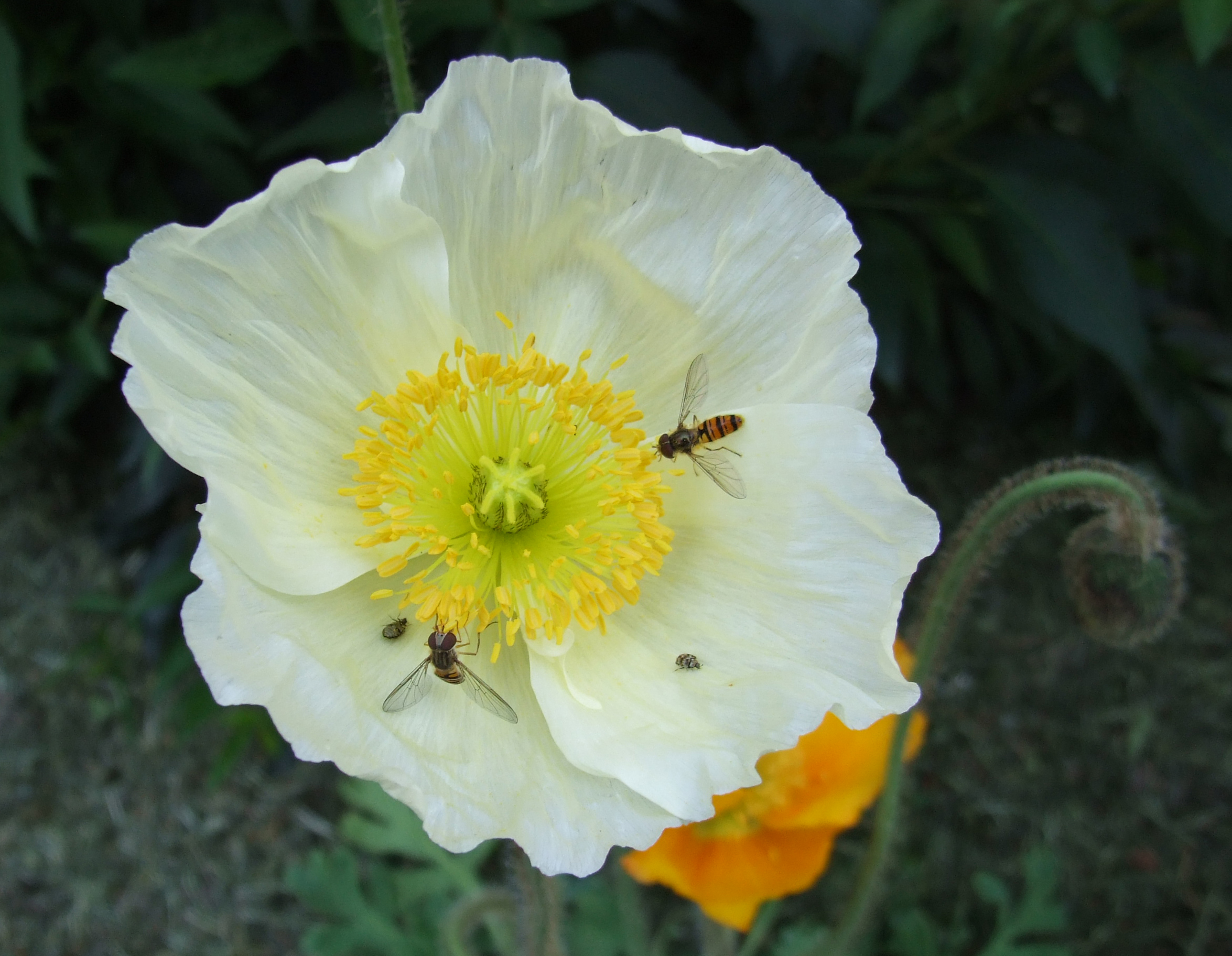
Papaver nudicaule, rosella d'Islàndia
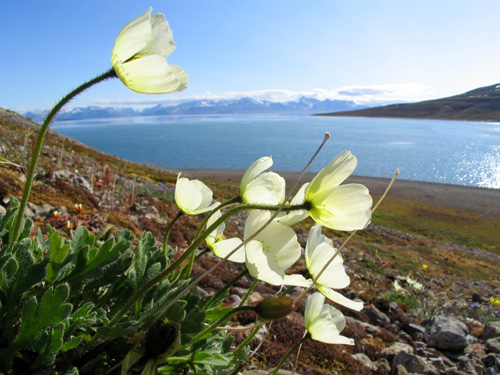
Papaver orientale
- Papaver paucifoliatum
- Papaver persicum
- Papaver pilosum
- Papaver pinnatifidum, rosella mediterrània o quequerequec
- Papaver polychaetum
- Papaver postii
- Papaver pseudo-orientale
- Papaver purpureamarginatum
- Papaver pygmaeum
- Papaver radicatum
- Papaver rhoeas, rosella comuna
- Papaver rhopalothece
- Papaver rupifragum, rosella trencapedres
- Papaver sendtneri
- Papaver somniferum, cascall
- Papaver spicatum
- Papaver strictum
- Papaver stylatum
- Papaver syriacum
- Papaver triniifolium
- Papaver umbonatum
- Papaver walpolei

- Papaver orientale
- Rosella d'Islàndia (Papaver nudicaule)
- Papaver dahlianum)